# Ed Davis
Edward Adam „Ed” Davis (ur. 5 czerwca 1989 w Waszyngtonie) – amerykański koszykarz, występujący na pozycjach silnego skrzydłowego lub środkowego, od 2023 zawodnik Xinjiang Flying Tigers.
W 2008 wystąpił w meczu wschodzących gwiazd - Nike Hoop Summit oraz McDonald’s All-American.
W 2009 zdobył z drużyną koszykarską North Carolina Tar Heels mistrzostwo akademickie mistrzostwo USA, jednak po dwóch sezonach gry tam, postanowił zgłosić się do draftu NBA. W nim został wybrany z trzynastym numerem  przez Toronto Raptors. 18 października 2012 Raptors wykorzystali zapis w jego kontrakcie, przedłużając umowę do końca sezonu 2013/14. W styczniu 2013 roku został wymieniony do Memphis Grizzlies. 23 lipca 2014 podpisał kontrakt z Los Angeles Lakers.
W latach 2015–2018 zawodnik Portland Trail Blazers. 23 lipca 2018 podpisał umowę z Brooklyn Nets. 19 lipca 2019 został zawodnikiem Utah Jazz.
24 listopada 2020 został wytransferowany do Minnesoty Timberwolves. 13 października 2021 zawarł kontrakt z Cleveland Cavaliers. 4 lutego 2023 dołączył do portorykańskiego Mets de Guaynabo. 10 kwietnia opuścił zespół. 21 sierpnia 2023 Xinjiang Flying Tigers.
Jest synem byłego koszykarza, Terry’ego Davisa, który przez 10 sezonów w lidze NBA (1989–2001) grał w takich zespołach jak Miami Heat, Dallas Mavericks, Denver Nuggets i Washington Wizards.

## Osiągnięcia
Stan na 9 października 2023, na podstawie, o ile nie zaznaczono inaczej.
NCAA
- Mistrz:
  - NCAA (2009)
  - sezonu regularnego konferencji Atlantic Coast (ACC – 2009)
- Zaliczony do I składu najlepszych pierwszorocznych zawodników ACC (2009)